# 布里奥讷河畔苏塞
布里奥讷河畔苏塞（法語：Soussey-sur-Brionne，法語發音：[susɛ syʁ bʁijɔn]）是法国科多尔省的一个市镇，属于蒙巴尔区。

## 地理
布里奥讷河畔苏塞（47°19'32"N, 4°31'52"E）面积14.61 平方千米，位于法国勃艮第-弗朗什-孔泰大區科多尔省，该省份为法国中东部省份，北起奥布省，西接涅夫勒省和约讷省，南至索恩-卢瓦尔省，东南接汝拉省，东临上索恩省，东北部与上马恩省接壤。
与布里奥讷河畔苏塞接壤的市镇（或旧市镇、城区）包括：伯里佐、马尔特鲁瓦、布塞、埃吉伊、旧日塞、格罗布瓦昂蒙塔涅、安塞勒弗朗。

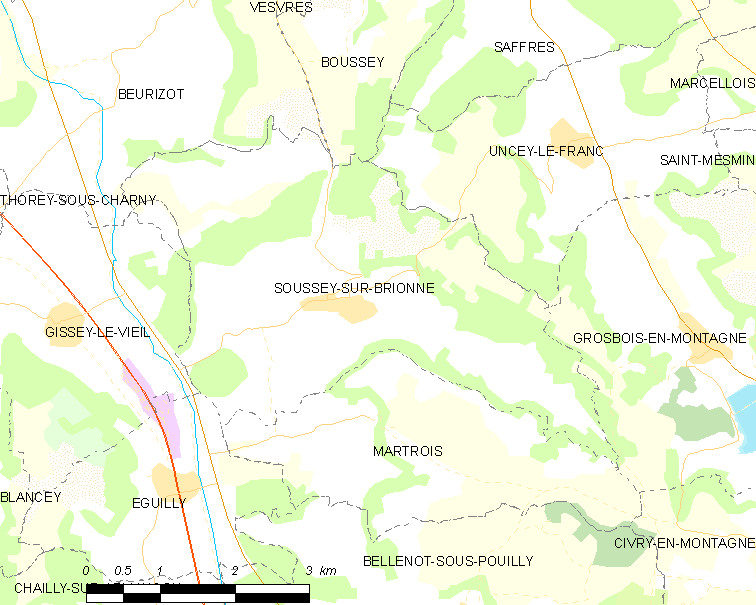
布里奥讷河畔苏塞的OSM定位图

布里奥讷河畔苏塞的时区为UTC+01:00、UTC+02:00（夏令时）。

## 行政
布里奥讷河畔苏塞的邮政编码为21350，INSEE市镇编码为21613。

## 政治
布里奥讷河畔苏塞所属的省级选区为欧苏瓦地区瑟米尔县。

## 人口

1962-2008年间布里奥讷河畔苏塞人口变化图示

布里奥讷河畔苏塞于2022年1月1日时的人口数量为158人。